# Sigfrid Hansson (brottare)
Hans Sigfrid Hansson, född den 18 januari 1901 i Gårdstånga, död den 13 november 1972 i Limhamns församling, var en svensk brottare. Hansson deltog vid Olympiska spelen 1924 i Paris och kom där på fjärdeplats i bantamvikt i grekisk-romersk stil och i fjädervikt fristil blev han delad nia. Vid Europamästerskapen 1926 vann Hansson bantamviktsklassen i grekisk-romersk stil efter att ha gjort detsamma vid Nordiska mästerskapen 1925. Hansson blev dessutom svensk mästare i bantamvikt grekisk-romersk stil 1924 och 1925.
Sigfrid Hansson tävlade under sin karriär för BK Kärnan. Även hans bror Hilding Hansson (född 1908) var brottare (och vann sex SM-guld).